# Straža pri Moravčah
Straža pri Moravčah este o localitate din comuna Moravče, Slovenia, cu o populație de 38 de locuitori.